# I Kissed a Girl
«I Kissed a Girl» (en español: «Besé a una chica»), es una canción interpretada por la cantante y compositora estadounidense Katy Perry, incluida en su álbum debut One of the Boys, de 2008. Perry la compuso junto a Max Martin, Cathy Dennis y Dr. Luke, mientras que su producción quedó a cargo de este último junto con Benny Blanco y se lanzó como el primer sencillo del álbum el 28 de abril de 2008 en algunos países, y en otros el 14 de julio del mismo año en las tiendas de iTunes, a través de la discográfica Capitol Records y su letra trata de la «mágica belleza de una mujer».
Tuvo comentarios tanto negativos como positivos por parte de los críticos. También logró una buena recepción comercial alrededor del mundo. En Norteamérica, llegó al primer lugar de la lista estadounidense Billboard Hot 100 y la canadiense Canadian Hot 100, en las que duró siete y nueve semanas consecutivas en dicha posición, respectivamente. En Europa, lideró los conteos de países como Alemania, Austria, Bélgica —solo la región flamenca—, Dinamarca, Irlanda, Italia, Noruega, el Reino Unido, Suecia y Suiza. En 2009, la canción recibió una nominación en la 51.ª edición de los Premios Grammy en la categoría de mejor interpretación femenina vocal de pop, pero perdió ante «Chasing Pavements» de Adele. Hasta enero de 2015, la canción había vendido 4.6 millones de copias en los Estados Unidos, mientas que a nivel mundial ha vendido más de 8 000 000 de copias digitales.
Entre las múltiples nominaciones que recibió, una de ellas causó controversia. En la entrega de los NRJ Music Awards de 2009, se proclamó en un primer momento a la canción «I Kissed a Girl» como la ganadora en la categoría de canción internacional del año. Sin embargo poco después se sugirió un recuento de votos que dio a conocer que en realidad la que se llevó el galardón finalmente fue «Disturbia» de Rihanna. El vídeo musical se publicó en la cuenta oficial en MySpace de la intérprete el 16 de mayo de 2008. Contó con la dirección de Kinga Burza, el cual en una entrevista con MTV News declaró que «solo quería tener a Katy interpretando en lugar de estar rodeada de chicas muy sexies», pues pensó que con la letra sería suficiente. Perry cantó la canción en vivo en diferentes lugares, tales como los MTV Video Music Awards, los premios Grammy —en la cual hizo homenaje a la cantante Carmen Miranda—, los MTV Europe Music Awards, entre otros. Además, las chicas de la serie Glee la versionaron en el episodio que llevaba su mismo nombre, e incluso lo hicieron algunas bandas como The Saturdays y Cobra Starship.

## Antecedentes

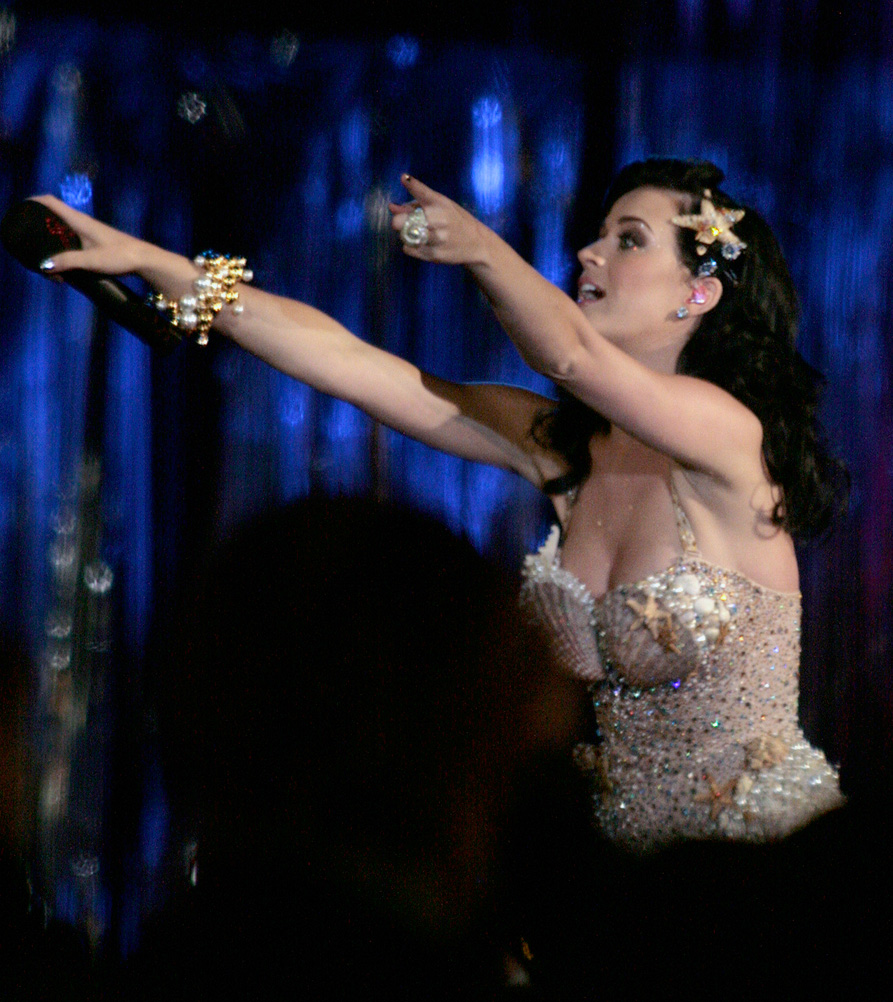
Perry interpretando «I Kissed a Girl» en Viena en 2009.

De acuerdo con la intérprete, la canción surgió de «una idea loca que tenía en su cabeza». Ella explicó que: «El estribillo se me vino a la mente cuando me desperté una mañana. Era uno de esos momentos en los que escuchas cantantes que se te meten en tus sueños en la mitad de la noche hablando sobre canciones. Estaba sorprendida [de] que un tema interesante se haya quedado en mi cabeza; [en] aproximadamente un año y medio no hice nada con él. Entonces, repentinamente, cuando necesitaba más canciones para terminar mi álbum [One of the boys] la recordé. Literalmente, tenía dos días para terminar el disco con mi productor de grabación. Solo dijimos: 'Vamos a terminar esta pista, es tan pegadiza, ya que si no lo hacemos, no va a salir de nuestras cabezas'».
Más tarde, Perry aclaró que: «Llevamos la canción a la compañía discográfica Capitol Records y ni siquiera ellos querían ponerla entre las canciones del disco y [entonces] yo les dije '¿Están locos?, tienes que colocar este tema en el listado de canciones, es necesario que sea el primer sencillo'». El responsable de descubrir nuevos talentos de la discográfica, Chris Anokute, declaró ante una entrevista con HitQuaters que su contenido controversial trajo muchos problemas en el sello discográfico. Además, dijo que sus compañeros de trabajo decían cosas como «[la canción] nunca va a sonar en las radios, ¿cómo venderemos esto?, ¿será juzgado por la iglesia?». Anokute también reveló que los productores necesitaban el apoyo de uno de los promotores radiales de la discográfica para convencer al público sobre el sencillo. Perry pensó que había fracasado nuevamente. Dennis Reese tuvo la visión de que tendría mucho éxito, así que lo impulsó a varias radioemisoras estadounidenses. The River 107.5 FM —emisora radial ubicada en Nashville— se convirtió en la primera radioemisora en reproducir la pista y tiempo después de que esta sonara durante tres días en dicha estación radial, se «inundó» de llamadas de otras estaciones interesadas en el sencillo.

## Composición

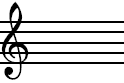
La canción está compuesta en la tonalidad de la menor.

«I Kissed a Girl» es una canción con influencias de new wave y pop rock y presenta un ritmo palpitante. La intérprete la compuso junto a Dr. Luke, Max Martin y Cathy Dennis, y la produjo el primero en compañía de Benny Blanco. De acuerdo con una partitura publicada en el sitio Musicnotes.com por Alfred Music Publishing, el tema tiene un tempo allegro de 132 pulsaciones por minuto y está compuesto en la tonalidad de la menor. El registro vocal de la artista se extiende desde la nota la♯3 hasta la mi♯5. Según Bill Lamb del sitio About.com, es un «golpe instrumental orgánico». En cuanto a su instrumentación, Dr. Luke colaboró con la batería y el bajo, además de trabajar junto con Blanco en la programación. Cathy Dennis apoyó en los coros. Por su parte, Aniela Gottwald, Emily Wright, Mike Caffrey, Nick Banns, Sam Holland y Tina Kennedy se encargaron de la ingeniería con la asistencia de Tim Roberts, mientras que Serban Ghenea ayudó a la mezcla. En una entrevista con The New Gay, Perry declaró que la canción se basa en «las chicas». Además, dijo:

«Cuando somos jóvenes, estamos muy sentimentales. Tenemos fiestas de pijamas, cantamos a coro, hacemos rutinas de baile en pijama. Estamos mucho más íntimas en un amistad de mujeres que de hombres. No es perverso, pero sí es dulce [...]».

La actriz Scarlett Johansson sirvió de inspiración en el tema. Esto es constatado en una entrevista al diario Toronto Star en la que Perry declaró: «El hecho es que las chicas huelen mucho mejor que los chicos, todos lo sabemos, somos criaturas hermosas, hemos empezado y terminado las guerras. [Nosotras] tenemos las fiestas de pijamas. Podemos dormir fuera de casa, coreografiar números de baile en pijama. No hay nada perverso en eso. Es realmente dulce e inocente, y si Scarlett Johansson quería besarme, no estoy segura de que dijera que no». Su letra trata de «la mágica belleza de una mujer».

## Recepción

### Comentarios de la crítica
«I Kissed a Girl» recibió comentarios tanto positivos como negativos por parte de los críticos de la música. Bill Lamb de About.com dijo: «Alimentada por una tunda instrumental, cortesía del productor Dr. Luke, convierte a «I Kissed a Girl» en el avance perfecto». Sin embargo, la revista Rolling Stone la describe como un tema para club de new wave, pues dijo que la supuesta rebelde y pegadiza letra de la canción es «un flojo recuento de sus hazañas de chica contra chica, además de que su actuación es solo para llamar la atención de un chico». Por otro lado, la revista la ubicó en el lugar veinte de las 100 mejores canciones de 2008. Stephen Thomas Erlewine de Allmusic alabó el «golpe rítmico de Gary Glitter» antes de criticar a los productores por convertirla «en un tropiezo plomizo y enterrar la voz de Perry por debajo de los doblajes de Pro Tools para que todo terminara como un sonido lavado sin rostro diseñado para ser colocados en programas de televisión, tráilers de películas y centros comerciales». El sitio web Hiponline escribió que la canción «no es tan interesante o emocionante como era de esperar. No es ni la mitad de buena que la homónima de Jill Sobule». Charles Hohman de PopMatters declaró: «[La canción] muestra una preocupación alarmante con la homosexualidad, la interpretación de sus formas socialmente [son] más aceptables como algo exótico, [no es] apta para la hija de un pastor que se imagina una [persona] rebelde. A diferencia de la homónima de Jill Sobule, [la de Katy] se une al DVD de bares gay Girls Gone Wild». Sal Cinquemani de Slant Magazine escribió: 

«El sencillo inicial de Perry, 'I Kissed a Girl' tiene un ritmo palpitante con un gancho bicurioso infeccioso, pero por su autosatisfacción parece falsa en comparación a las perfectamente ambigüedades construidas de 'Justify My Love' de Madonna, o prácticamente cualquier cosa de la primera década del catálogo de Ani DiFranco. Es como una versión adolescente de la torturada confesión bisexual de Light of Some Kind de DiFranco».

En tanto, Jon Caramanica de New York Times le dio una fuerte crítica: «'I Kissed a Girl' es una celebración muscular, sin alma de la experimentación. Cuando Jill Sobule lanzó una canción del mismo nombre en 1995, contó una historia. Pero la Sra. Perry no se molestó mucho con la motivación. [En las líneas] ella canta (en realidad ladra): ‘It's not what I'm used to’ —en español: ‘No es [a] lo que estoy acostumbrada’—, ‘Just wanna try you on’ —en español: ‘Solo quiero probar’—». De acuerdo con Jason Lipshutz de la revista Billboard, el sencillo es el cuarto más exitoso en toda la carrera de Perry hasta agosto de 2013.

### Controversia

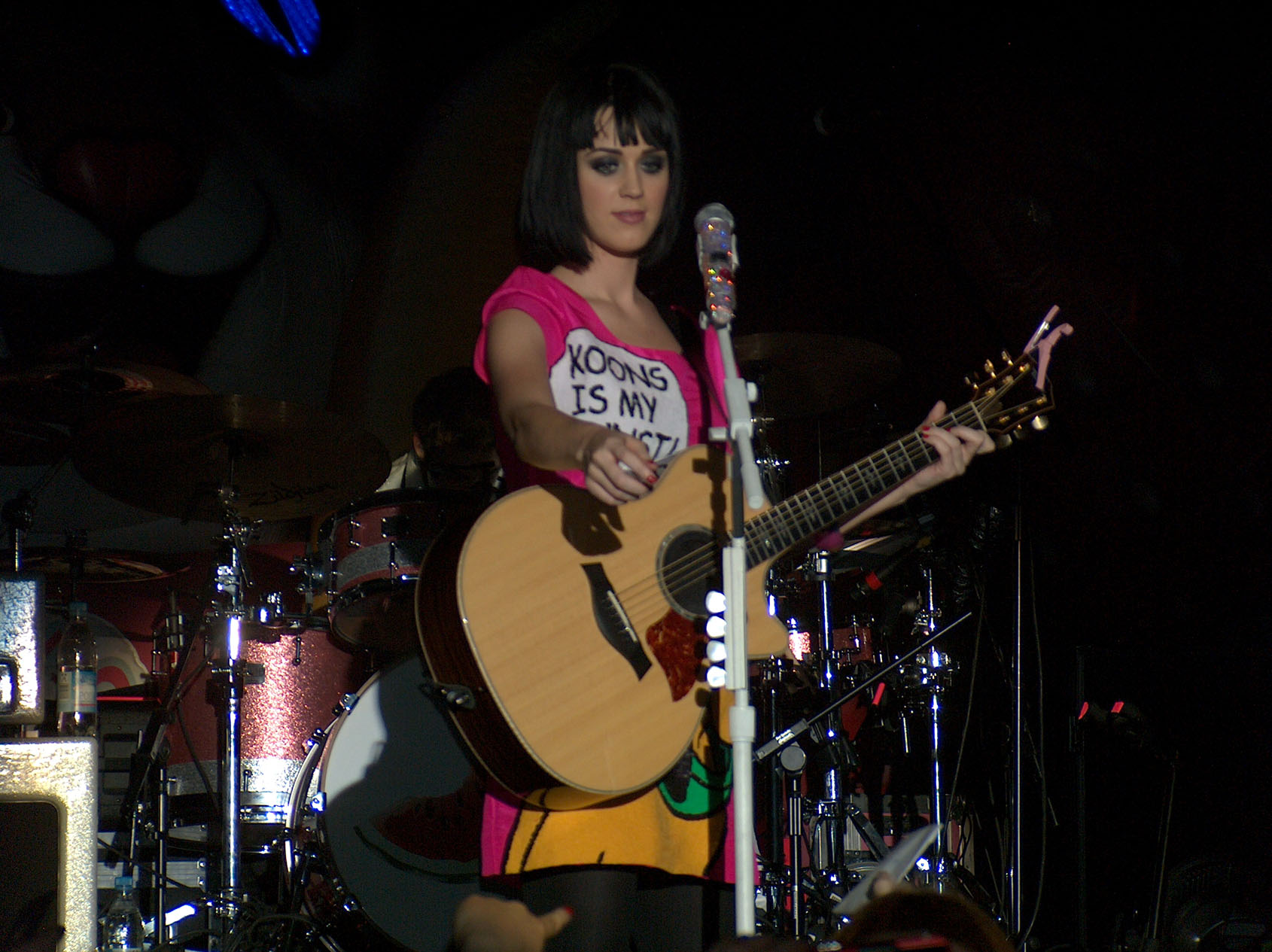
Perry cantándola en un concierto en Alemania como parte de su gira Hello Katy Tour en 2008.

De acuerdo con Slant Magazine, la canción «no es problemática, ya que no promueve la homosexualidad, sino porque la asimilación del estilo de vida gay existe con un solo propósito, llamar la atención». Adam Holz de Pluggedin Online escribió que: «no es la primera canción que trata acerca de la experimentación del mismo sexo o la rebelión sexual por el simple hecho de ver lo que se siente doblar las reglas». Además, expresó: «Ahora sí Perry está viviendo un nuevo estereotipo dañino y degradante que nuestra cultura lo llama Girls Gone Wild». Por su parte, Zac Rosen de The New Gay expresó que: «Perry parece homofóbica, especialmente teniendo en cuenta sus sencillos "Ur So Gay" y "I Kissed a Girl", pues hacen que parezca un ejemplo clásico de que si los chicos se besan es asqueroso, pero si lo hacen las chicas es caliente». Paul Thompson del diario Daily Mail, entrevistó a la madre de la intérprete, Mary Hudson, y dijo que: «Cuando me enteré que "I Kissed a Girl" sería el primer sencillo, [inmediatamente] reaccioné y la odié, pues claramente promueve la homosexualidad y su mensaje es vergonzoso y repugnante. Cuando la escuché en las radios, entré en schock e incliné mi cabeza y empecé a rezar». En tanto su padre, Keith Hudson, afirmó al sitio Idolator.com que estaba «algo preocupado al principio» pues pensó que su ministerio [cristiano] no lo aceptaría, aunque dijo: «¿Sabes qué?, nunca tuvimos un problema». La cantante Jill Sobule habló con Stephen Elliott de The Rumpus con respecto al sencillo de Perry que tenía el mismo título que uno que había publicado en 1995:

«La otra cosa que la gente inevitablemente se preguntará acerca de "I Kissed a Girl". Para los que no saben o son muy jóvenes, yo tenía una canción en 1995 llamada así mismo, "I Kissed a Girl". Cuando Katy Perry hizo su versión, recibí toneladas de preguntas acerca de lo que pensaba. Algunas personas (y amigos protectores) estaban enojados, y se preguntaron por qué ella tomó mi título y lo hice en este tipo de Girls Gone Wild. Lamentablemente no se puede [tener el derecho de autor] de un título [...] Bueno, tal vez hubo unos cuantos momentos de celos y enojo. Así que aquí va, por primera vez en una entrevista: "Jódete Katy Perry, maldita estúpida, tal vez no es bueno para los gay, [pero eres una] ladrona [de] título, no ha oído hablar mucho más, así que no estoy muy segura si tienes talento"».

### Recibimiento comercial
«I Kissed a Girl» obtuvo un buen recibimiento comercial alrededor del mundo, llegó a vender mundialmente más de 5,7 millones de copias digitales en 2008, con lo cual se convirtió en la séptima canción más descargada de dicho año.}}
En los Estados Unidos, debutó en el puesto setenta y seis del conteo Billboard Hot 100 en la publicación del 24 de mayo de 2008, e igualmente, lo hizo en el lugar cuarenta del Digital Songs. A su séptima semana, llegó a la cima de ambas listas gracias a que vendió más de 235 000 copias digitales en esa semana. Duró en esa posición siete ediciones consecutivas en la Billboard Hot 100, mientras que tan solo seis en la Digital Songs, también consecutivas. También alcanzó las posiciones número cuatro, dos, dieciséis y veinticinco en las listas Radio Songs, Pop Songs, Adult Pop Songs y Dance/Club Play Songs, respectivamente. Para finales de agosto de 2013, el tema había vendido más de 4 600 000 descargas digitales en el territorio, lo que le hizo valer la certificación de cuatro discos de platino por la RIAA, lo que después se sumaría con las ventas de sus posteriores sencillos «Hot N Cold», «California Gurls», «Teenage Dream», «Firework», «E.T.», «Roar» y «Dark Horse» y así, convirtió a Perry en la primera artista en tener ocho sencillos que superan los cuatro millones de ejemplares en el país. Por otro lado, Billboard seleccionó a «I Kissed a Girl» como la canción del verano 2008, siendo la tercera artista femenina en liderar el conteo Songs of the Summer con su sencillo debut, después de Mariah Carey con «Vision of Love» (1990) y Christina Aguilera con «Genie in a Bottle» (1999); además de ser Perry una artista honorífica en esta lista celebrada anualmente, ya que en 2009 logró aparecer en el número diez con «Waking Up in Vegas», en 2010 en el primer puesto con «California Gurls», en 2011 con «Last Friday Night (T.G.I.F)» en el cinco y «E.T.» en el nueve y en 2012 con «Wide Awake» en el cuatro. En Canadá, entró en la casilla cincuenta y cinco del ranking Canadian Hot 100 en la edición del 7 de junio de 2008. Dos semanas después, subió del lugar veintisiete al primero y se mantuvo por nueve publicaciones seguidas en dicho puesto. Simultáneamente, alcanzó el primer puesto en la Hot Canadian Digital Songs. Ha sido certificado por la CRIA con siete discos de platino por ventas digitales superadas a 560 000 ejemplares, mientras que obtuvo seis discos de platino por comercializar más de 240 000 copias en ringtone.
En Europa, «I Kissed a Girl» tuvo una buena recepción, ya que debutó en el puesto trece de la lista Euro Digital Songs y dos semanas después, escaló al número uno por nueve semanas. En Bélgica, tuvo una buena recepción en sus dos regiones: en la región flamenca alcanzó la posición número uno del conteo Ultratop 50, mientras que en la región valona llegó a la casilla tres del Ultratop 40. Gracias a que vendió más de 15 000 descargas digitales en el país, la BEA acreditó al tema con un disco de oro. En Austria, entró en el tercer puesto de la lista Austrian Singles Chart, dos semanas después, alcanzó el primer lugar, en donde duró cinco publicaciones consecutivas. El 8 de octubre de 2008, la IFPI la certificó con un disco de platino por vender más de 30 000 copias digitales en el territorio. Tras completar cinco semanas en la lista danés Danish Singles Chart, logró el número uno y se mantuvo allí siete ediciones seguidas. Del mismo modo, obtuvo la misma posición en la Airplay Top 20 de ese mismo país. Por consiguiente, la IFPI condecoró la canción con dos discos de platino, gracias a que comercializó 60 000 copias. En el German Singles Chart de Alemania, llegó al número uno por cinco semanas y asimismo, la BVMI condecoró a «I Kissed a Girl» con un disco de platino por superar la venta de 300 000 ejemplares. En los países de Suecia y Suiza, el tema alcanzó el número uno en los rankings Swedish Singles Chart y Swiss Singles Chart, pertenecientes a los mencionados, respectivamente. En ambos territorios recibió certificaciones de platino. En el primero por vender 20 000 copias y el segundo por 30 000, estas dos los recibieron de parte de la IFPI. En el Reino Unido, entró en la cuarta posición del UK Singles Chart y en la siguiente edición, subió al número uno, en donde marcó cinco publicaciones consecutivas en esa posición, lo que convirtió a «I Kissed a Girl», junto con «Somebody That I Used To Know» de Gotye, en los únicos sencillos debut en durar la misma cantidad de semanas en la cima de la lista, detrás de «Wannabe» del grupo Spice Girls con siete semanas. Para finales de agosto de 2013, la canción había comercializado 676 000 descargas en el territorio, siendo la cuarta más vendida de Perry después de «Firework», «California Gurls» y «Hot N Cold», de las cuales es superada por esta última con una diferencia de 400 copias. Por consiguiente, la BPI la certificó con un disco de platino. En España, logró alcanzar la novena casilla en el conteo Top 50 Canciones y permaneció cuarenta y dos semanas en este y la PROMUSICAE le otorgó un disco de platino por más de cuarenta mil copias digitales vendidas. En Finlandia, debutó en la cuarta posición en la Finnish Singles Chart y tres semanas después, volvió a ocupar el mismo lugar de su debut, por lo que se mantuvo dos ediciones no consecutivas en su máximo puesto. Asimismo, la IFPI la acreditó con un disco de platino por más de 10 000 descargas vendidas. En Francia, alcanzó el número cinco por dos semanas seguidas y obtuvo un disco de oro por parte de la Syndicat National de l'Édition Phonographique (SNEP) por ventas elevadas a 150 000 copias. En Hungría,el tema entró en tres de sus listas. En la Rádiós Top 40 alcanzó el número uno, en la Dance Top 40 el cuatro, mientras que en la Single (track) Top 10 llegó al noveno lugar. En otros países como Irlanda, Italia, Noruega y la República Checa, la pista también llegó al número uno, mientras que en Eslovaquia, los Países Bajos y Portugal alcanzó las posiciones número cuatro, tres y dos, respectivamente.
En Asia, entró en la lista Japan Hot 100 de Japón en la décima casilla en la publicación del 26 de septiembre de 2008, siendo esta su mejor posición en el país. En tanto en Rusia, alcanzó el segundo lugar en el Top Hit Weekly General tras varias semanas de haber debutado en el ranking. En los países oceánicos tuvo buen éxito comercial. En Australia, entró en la casilla número trece del conteo Australian Singles Chart y dos semanas después, encabezó la lista, en la cual permaneció seis publicaciones seguidas. También estuvo en la cima de la ARIA Digital Tracks y la ARIA Physical Singles de ese país. Obtuvo una certificación de triple platino por parte de la ARIA con más de 210 000 descargas vendidas. Por otro lado, en Nueva Zelanda también logró el número uno en el NZ Top 40 Singles, aunque solo se mantuvo una semana en esa posición. Recibió un disco de platino por más de 15 000 copias vendidas en el territorio, otorgado por la RIANZ.

## Promoción

### Vídeo musical

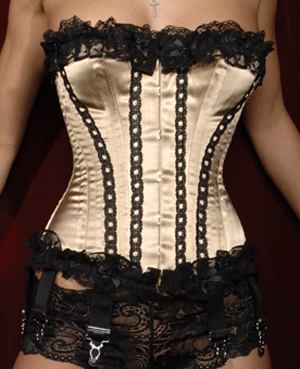
Para el vídeo, la intérprete aparece con un corsé (foto).

El vídeo musical del tema, dirigido por Kinga Burza, se lanzó el 16 de mayo de 2008 a través de la cuenta oficial de Perry en MySpace. En una entrevista con MTV News, Burza afirmó que el vídeo sería «masivo» al momento de publicarlo y además declaró: «Yo solo quería tener a Katy interpretando [únicamente] en vez de estar rodeada de chicas muy sexies. [...] [Pues es] obvio [que] con la letra de la canción es suficiente. No queremos que las adolescentes de todo el mundo se destrocen por ver a Katy Perry». Su trama representa un tipo de espectáculo burlesque con estilos de Moulin Rouge en el que aparecen varias mujeres que bailan al son de la canción. Además, aparecen amigos de la intérprete en la vida real tales como DJ Skeet Skeet, Mia Moretti y Kesha (desconocida en ese entonces). El vídeo comienza con varias chicas en el piso vestidas de manera similar a un cabaré y luego, Perry comienza a aparecer de pies a cabeza con un vestido corto y dorado y un gato en sus brazos. Al momento en que empieza el estribillo, la intérprete aparece entre varias mujeres y abre y cierra un abanico mientras las demás bailan al son de la pista. Posteriormente, canta la segunda estrofa de una manera apenada recostada en la pared, mientras se ven a varias mujeres probándose ropa. Cuando vuelve y suena el estribillo, ellas usan prendas de corsé y a su vez, una de ellas dibuja un corazón con un labial en el espejo. Ya para terminar, todas están en una «guerra de almohadas» y al término del tema, Perry despierta de un sueño al lado de su esposo.
A enero de 2022 el video cuenta con más de 242 millones de reproducciones.

### Presentaciones en vivo y uso en los medios

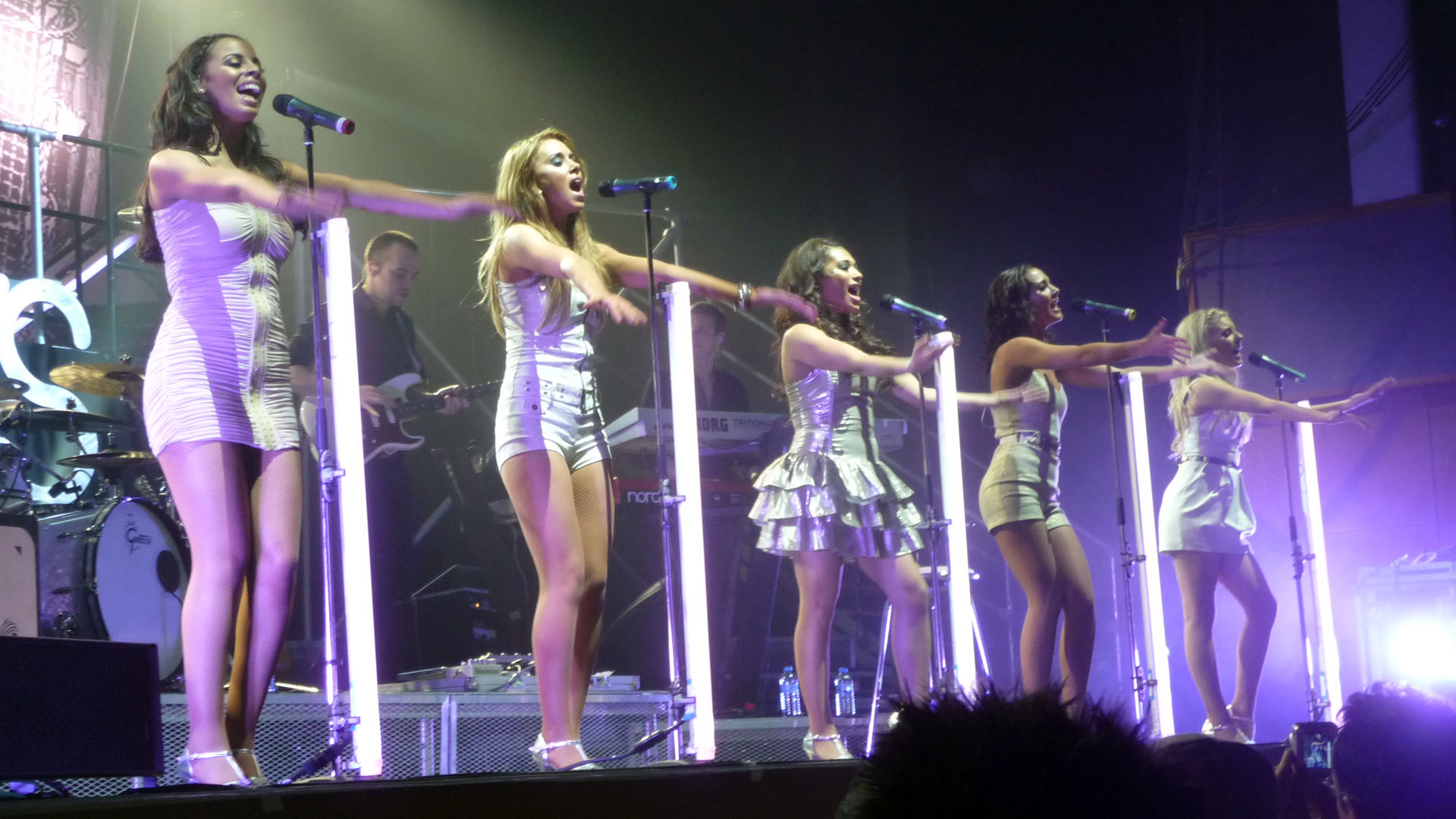
El girl group The Saturdays versionó la canción en un concierto en agosto de 2009.

Perry interpretó el tema en los premios Spike TV's Guys Choice, celebrados el 22 de junio de 2008. Para su actuación, uso un vestido corto de color rosado, acompañada de bailarinas con camisas ombligueras y pantalones cortos. El 10 de julio del mismo año, Perry la cantó en el programa So You Think You Can Dance en el show de eliminación. El 29 de septiembre del mismo año, la canción se utilizó para que los concursantes Lance Bass y Lacey Schwimmer la bailaran en el concurso Dancing with the Stars. Perry interpretó «I Kissed a Girl» en la quincuagésima primera entrega de los premios Grammy, en la cual, contaba con una nominación a mejor interpretación femenina vocal de pop, la cual perdió ante «Chasing Pavements» de Adele. Para su presentación, utilizó un atuendo colorido y adornado con frutas en honor a la cantante Carmen Miranda. Según Ben Wener del periódico The Orange County Register, la actuación de Perry «no estuvo mal», aunque la describió como «caótica y no muy encantadora a como ella lo es». El 16 de octubre de 2008, también la cantó en los premios MTV de 2008 y posterior a su presentación, la intérprete saltó sobre un pastel con motivo del séptimo aniversario de los premios. Para la entrega de los premios MTV Video Music de 2008, la cantante había sido vetada para interpretar «I Kissed a Girl» en la apertura por ser «muy provocadora», aunque de todos modos, la cantó junto con «Like a Virgin» de Madonna. Perry cantó la pista a dueto con la presentadora Ellen DeGeneres en su programa The Ellen DeGeneres Show. En su presentación, ambas lo hicieron en un baño como parte del Bathroom Concert Series que organiza DeGeneres. También la interpretó en los MTV Europe Music Awards de 2008, en donde era co anfitriona. Perry cantó el tema en su participación del Z100 Jingle Ball Concert en los años de 2008 y 2010, ambos celebrados en el Madison Square Garden de Nueva York. En el primero, la interpretó con un vestido navideño de color rojo el 12 de diciembre de dicho año, mientras que en el segundo, la cantó el día 10 de diciembre de ese año junto con varios de sus éxitos como «Hot N Cold», «Teenage Dream», «E.T.», «Firework» y «California Gurls» con un traje con apariencia militar, mangas rojas en sus brazos, botas blancas hasta las rodillas y un sombrero azul con una pluma a su costado. Además, la incluyó en el repertorio de sus giras Hello Katy Tour de 2009 y California Dreams Tour de 2011 — 2012. También apareció en su primer álbum en vivo titulado MTV Unplugged, el cual muestra un concierto en música acústica de varias de sus canciones.
Varios artistas versionaron «I Kissed a Girl». Los personajes de Lea Michele (quien interpreta a Rachel) y Naya Rivera (quien hace el papel de Santana) en la serie Glee, hicieron su versión de la canción en compañía de las demás chicas de la serie, presentado en el séptimo episodio de la tercera temporada: «I Kissed a Girl». Posterior a esto, la versión del programa alcanzó las posiciones sesenta y seis y ochenta y siete en las listas Billboard Hot 100 y Canadian Hot 100, pertenecientes a los Estados Unidos y Canadá, respectivamente. El girl group británico-irlandés The Saturdays hizo su versión del tema el 23 de agosto de 2009, como parte del festival de música V Festival en Stafford, Inglaterra. También, la banda Cobra Starship realizó una versión titulada «I Kissed a Boy».

## Formatos
Descarga digital
| Descarga digital (Estados Unidos, Canadá, Australia, Nueva Zelanda, Italia, Alemania y Brasil) |                   |          |  |
| N.º                                                                                            | Título            | Duración |  |
| 1.                                                                                             | «I Kissed a Girl» | 3:00     |  |

| Descarga digital (Austria, Bélgica, Dinamarca, España, Francia, Noruega, Países Bajos, Suecia, Suiza y Reino Unido) |                   |          |  |
| N.º | Título            | Duración |  |
| 1. | «I Kissed a Girl» | 2:59     |  |

| Remixes - EP digital (Estados Unidos y Canadá) |                                                            |          |  |
| N.º                                            | Título                                                     | Duración |  |
| 1.                                             | «I Kissed a Girl» (Rock Remix)                             | 3:02     |  |
| 2.                                             | «I Kissed a Girl» (Dr. Luke and Benny Blanco Extended Mix) | 6:06     |  |
| 3.                                             | «I Kissed a Girl» (The Knocks Remix)                       | 4:37     |  |
| 4.                                             | «I Kissed a Girl» (Jason Nevins Funkrokr Edit)             | 3:30     |  |

| EP digital (Australia y Nueva Zelanda) |                                                        |          |  |
| N.º                                    | Título                                                 | Duración |  |
| 1.                                     | «I Kissed a Girl»                                      | 2:59     |  |
| 2.                                     | «I Kissed a Girl» (Instrumental)                       | 3:02     |  |
| 3.                                     | «I Kissed a Girl» (Jason Nevins Funkrokr Extended Mix) | 6:50     |  |

Sencillo en CD
| Sencillo en CD (Europa) |                                                        |          |  |
| N.º                     | Título                                                 | Duración |  |
| 1.                      | «I Kissed a Girl»                                      | 3:00     |  |
| 2.                      | «I Kissed a Girl» (Jason Nevins Funkrokr Extended Mix) | 6:51     |  |
| 3.                      | «I Kissed a Girl» (Dr. Luke & Benny Blanco Remix)      | 3:28     |  |

| Remixes - Maxisencillo y CD (Europa) |                                                        |          |  |
| N.º                                  | Título                                                 | Duración |  |
| 1.                                   | «I Kissed a Girl»                                      | 3:00     |  |
| 2.                                   | «I Kissed a Girl» (Instrumental)                       | 3:00     |  |
| 3.                                   | «I Kissed a Girl» (A cappella)                         | 2:55     |  |
| 4.                                   | «I Kissed a Girl» (Rock Mix)                           | 2:57     |  |
| 5.                                   | «I Kissed a Girl» (Rock Mix - Instrumental)            | 2:57     |  |
| 6.                                   | «I Kissed a Girl» (Jason Nevins Funkrokr Edit)         | 3:30     |  |
| 7.                                   | «I Kissed a Girl» (Jason Nevins Funkrokr Extended Mix) | 3:30     |  |
| 8.                                   | «I Kissed a Girl» (Dr. Luke & Benny Blanco Mix)        | 3:28     |  |

| Remixes - Sencillo en CD (Suiza) |                                                    |          |  |
| N.º                              | Título                                             | Duración |  |
| 1.                               | «I Kissed a Girl» (Main)                           | 3:02     |  |
| 2.                               | «I Kissed a Girl» (Main Album Instrumental)        | 3:06     |  |
| 3.                               | «I Kissed a Girl» (Main Album A cappella)          | 3:01     |  |
| 4.                               | «I Kissed a Girl» (Rock Mix)                       | 3:00     |  |
| 5.                               | «I Kissed a Girl» (Jason Nevins Funkrokr Edit)     | 3:33     |  |
| 6.                               | «I Kissed a Girl» (Jason Nevins Funkrokr Extended) | 6:54     |  |
| 7.                               | «I Kissed a Girl» (Dr. Luke & Benny Blanco Remix)  | 3:32     |  |

Disco de vinilo
| Part 1 - Disco de 12 pulgadas (Francia) |                                                     |          |  |
| N.º                                     | Título                                              | Duración |  |
| 1.                                      | «I Kissed a Girl» (Mixin Marc Remix)                |          |  |
| 2.                                      | «I Kissed a Girl» (Richard Vission Alternative Mix) |          |  |
| 3.                                      | «I Kissed a Girl» (Eddie Baez Club Remix)           |          |  |
| 4.                                      | «I Kissed a Girl» (Dr Luke & Benny Blanco Mix)      |          |  |
| 5.                                      | «I Kissed a Girl» (Original Version Rock Mix)       |          |  |

| Disco de 12 pulgadas (Reino Unido) |                                                        |          |  |
| N.º                                | Título                                                 | Duración |  |
| 1.                                 | «I Kissed a Girl» (DJ Kue's I Kissed A Squirrel Remix) |          |  |
| 2.                                 | «I Kissed a Girl» (DJ Cobra & Jess Jackson Remix)      |          |  |
| 3.                                 | «I Kissed a Girl»                                      |          |  |

## Posicionamiento en listas

### Semanales
| País              | Lista (2008)               | Mejor posición |
| ----------------- | -------------------------- | -------------- |
| Alemania          | German Singles Chart       | 1              |
| Alemania          | German Airplay Chart       | 1              |
| Australia         | Australian Singles Chart   | 1              |
| Australia         | ARIA Digital Tracks        | 1              |
| Australia         | ARIA Physical Singles      | 1              |
| Austria           | Austrian Singles Chart     | 1              |
| Bélgica (Flandes) | Ultratop 50                | 1              |
| Bélgica (Valonia) | Ultratop 40                | 3              |
| Canadá            | Canadian Hot 100           | 1              |
| Canadá            | Hot Canadian Digital Songs | 1              |
| Dinamarca         | Danish Singles Chart       | 1              |
| Dinamarca         | Airplay Top 20             | 1              |
| Eslovaquia        | Slovakia Radio Top 100     | 4              |
| España            | Top 50 Canciones           | 9              |
| España            | Top 50 Radios              | 1              |
| España            | Los40 España               | 1              |
| Estados Unidos    | Billboard Hot 100          | 1              |
| Estados Unidos    | Digital Songs              | 1              |
| Estados Unidos    | Ringtones                  | 1              |
| Estados Unidos    | Pop Songs                  | 2              |
| Estados Unidos    | Radio Songs                | 4              |
| Estados Unidos    | Adult Pop Songs            | 16             |
| Estados Unidos    | Dance/Club Play Songs      | 25             |
| Finlandia         | Finnish Singles Chart      | 4              |
| Finlandia         | Finish Latauslista Chart   | 2              |
| Francia           | French Singles Chart       | 5              |
| Hungría           | Rádiós Top 40              | 1              |
| Hungría           | Dance Top 40               | 4              |
| Hungría           | Single (track) Top 10      | 9              |
| Irlanda           | Irish Singles Chart        | 1              |
| Italia            | Italian Singles Chart      | 1              |
| Japón             | Japan Hot 100              | 10             |
| Noruega           | Norwegian Singles Chart    | 1              |
| Nueva Zelanda     | NZ Top 40 Singles          | 1              |
| Países Bajos      | Dutch Singles Chart        | 3              |
| Portugal          | Portugal Digital Songs     | 2              |
| Reino Unido       | UK Singles Chart           | 1              |
| República Checa   | Czech Singles Chart        | 1              |
| Rusia             | Top Hit Weekly General     | 2              |
| Suecia            | Swedish Singles Chart      | 1              |
| Suiza             | Swiss Singles Chart        | 1              |
| Suiza             | Swiss Airplay Chart        | 1              |
| Europa            | Euro Digital Songs         | 1              |

#### Sucesión en listas
| Predecesores: «Das hat die Welt noch nicht gesehen» de Söhne Mannheims «Gib mir Sonne» de Rosenstolz | German Singles Chart — Sencillo número uno 29 de agosto de 2008 — 12 de septiembre de 2008 19 de septiembre de 2008 — 10 de octubre de 2008 | Sucesores: «Gib mir Sonne» de Rosenstolz «So What» de P!nk                   |
| Predecesor: «No Air» de Jordin Sparks                                                                | Australian Singles Chart — Sencillo número uno 20 de julio de 2008 — 31 de agosto de 2008                                                   | Sucesor: «All Summer Long» de Kid Rock                                       |
| Predecesor: «No Air» de Jordin Sparks                                                                | ARIA Digital Tracks — Sencillo número uno 13 de julio de 2008 — 17 de agosto de 2008                                                        | Sucesor: «Shake It» de Metro Station                                         |
| Predecesor: «No Air» de Jordin Sparks                                                                | ARIA Physical Singles — Sencillo número uno 27 de julio de 2008 — 31 de agosto de 2008                                                      | Sucesor: «I Can't Break It To My Heart» de Delta Goodrem                     |
| Predecesor: «All Summer Long» de Kid Rock                                                            | Austrian Singles Chart — Sencillo número uno 29 de agosto de 2008 — 3 de octubre de 2008                                                    | Sucesor: «This Is The Life» de Amy Macdonald                                 |
| Predecesores: «This Is The Life» de Amy Macdonald «Disturbia» de Rihanna                             | Ultratop 50 — Sencillo número uno 13 de septiembre de 2008 — 11 de octubre de 2008 18 de octubre de 2008 — 25 de octubre de 2008            | Sucesores: «Disturbia» de Rihanna «Ayo Technology» de Milow                  |
| Predecesor: «4 Minutes» de Madonna con Justin Timberlake                                             | Canadian Hot 100 — Sencillo número uno 21 de junio de 2008 — 23 de agosto de 2008                                                           | Sucesor: «Just Dance» de Lady Gaga con Colby O'Donis                         |
| Predecesor: «The Time of My Life» de David Cook                                                      | Hot Canadian Digital Songs — Sencillo número uno 21 de junio de 2008 — 23 de agosto de 2008                                                 | Sucesor: «Just Dance» de Lady Gaga con Colby O'Donis                         |
| Predecesor: «Malene» de Sys Bjerre                                                                   | Danish Singles Chart — Sencillo número uno 22 de agosto de 2008 — 10 de octubre de 2008                                                     | Sucesor: «Kommer igen» de Nik & Jay                                          |
| Predecesores: «Malene» de Sys Bjerre «Malene» de Sys Bjerre                                          | Airplay Top 20 — Sencillo número uno 5 de septiembre de 2008 — 18 de septiembre de 2008 10 de octubre de 2008 — 23 de octubre de 2008       | Sucesores: «Malene» de Sys Bjerre «The Man Who Can't Be Moved» de The Script |
| Predecesor: «Viva la Vida» de Coldplay                                                               | Billboard Hot 100 — Sencillo número uno 5 de julio de 2008 — 23 de agosto de 2008                                                           | Sucesor: «Disturbia» de Rihanna                                              |
| Predecesor: «Viva la Vida» de Coldplay                                                               | Digital Songs — Sencillo número uno 5 de julio de 2008 — 16 de agosto de 2008                                                               | Sucesor: «Disturbia» de Rihanna                                              |
| Predecesor: «Lollipop» de Lil Wayne con Static Major                                                 | Ringtones — Sencillo número uno 26 de julio de 2008 — 30 de agosto de 2008                                                                  | Sucesor: «Whatever you like» de T.I.                                         |
| Predecesor: «Mercy» de Duffy                                                                         | Rádiós Top 40 — Sencillo número uno 10 de noviembre de 2008 — 1 de febrero de 2009                                                          | Sucesor: «Hot N Cold» de Katy Perry                                          |
| Predecesor: «All Summer Long» de Kid Rock                                                            | Irish Singles Chart — Sencillo número uno 21 de agosto de 2008 — 18 de septiembre de 2008                                                   | Sucesor: «Sex on Fire» de Kings of Leon                                      |
| Predecesor: «Non ti scordar mai di me» de Giusy Ferreri                                              | Italian Singles Chart — Sencillo número uno 25 de septiembre de 2008 — 16 de octubre de 2008                                                | Sucesor: «Alla mia età» de Tiziano Ferro                                     |
| Predecesor: «Kids» de MGMT                                                                           | Norwegian Singles Chart — Sencillo número uno Semana 38 de 2008 — Semana 39 de 2008                                                         | Sucesor: «Sweet About Me» de Gabriella Cilmi                                 |
| Predecesor: «Nesian 101» de Nesian Mystik                                                            | NZ Top 40 Singles — Sencillo número uno 11 de agosto de 2008 — 18 de agosto de 2008                                                         | Sucesor: «Disturbia» de Rihanna                                              |
| Predecesor: «All Summer Long» de Kid Rock                                                            | UK Singles Chart — Sencillo número uno 16 de agosto de 2008 — 20 de septiembre de 2008                                                      | Sucesor: «Sex on Fire» de Kings of Leon                                      |
| Predecesor: «Muoj bože» de Katarína Knechtová                                                        | Czech Radio Top 100 — Sencillo número uno Semana 43 de 2008 — Semana 44 de 2008                                                             | Sucesor: «Viva la Vida» de Coldplay                                          |
| Predecesores: «Pick Me Up» de Emilia De Poret «Där du andas» de Marie Fredriksson                    | Swedish Singles Chart — Sencillo número uno 7 de agosto de 2008 — 14 d agosto de 2008 4 de septiembre de 2008 — 25 de septiembre de 2008    | Sucesores: «Raise The Banner» de The Poodles «Nu när du gått» de Lena + Orup |
| Predecesor: «All Summer Long» de Kid Rock                                                            | Swiss Singles Chart — Sencillo número uno 24 de agosto de 2008 — 12 de octubre de 2008                                                      | Sucesor: «So What» de P!nk                                                   |
| Predecesor: «All Summer Long» de Kid Rock                                                            | Euro Digital Songs — Sencillo número uno 16 de agosto de 2008 — 17 de octubre de 2008                                                       | Sucesor: «So What» de P!nk                                                   |

### Anuales
| País              | Lista                      | Posición |
| 2008              | 2008                       | 2008     |
| ----------------- | -------------------------- | -------- |
| Alemania          | German Singles Chart       | 5        |
| Australia         | Australian Singles Chart   | 6        |
| Australia         | ARIA Digital Tracks        | 11       |
| Australia         | ARIA Physical Singles      | 7        |
| Austria           | Austrian Singles Chart     | 4        |
| Bélgica (Flandes) | Ultratop 50                | 7        |
| Bélgica (Valona)  | Ultratop 40                | 41       |
| Canadá            | Canadian Hot 100           | 5        |
| Canadá            | Hot Canadian Digital Songs | 2        |
| Estados Unidos    | Billboard Hot 100          | 14       |
| Estados Unidos    | Digital Songs              | 4        |
| Estados Unidos    | Ringtones                  | 4        |
| Estados Unidos    | Pop Songs                  | 16       |
| Estados Unidos    | Radio Songs                | 36       |
| Finlandia         | Finnish Singles Chart      | 1        |
| Francia           | French Singles Chart       | 34       |
| Hungría           | Rádiós Top 40              | 25       |
| Hungría           | Dance Top 40               | 56       |
| Irlanda           | Irish Singles Chart        | 5        |
| Nueva Zelanda     | NZ Top 40 Singles          | 9        |
| Países Bajos      | Dutch Singles Chart        | 19       |
| Reino Unido       | UK Singles Chart           | 4        |
| Suecia            | Swedish Singles Chart      | 5        |
| Suiza             | Swiss Singles Chart        | 8        |
| Unión Europea     | Euro Digital Songs         | 2        |
| 2009              |                            |          |
| Alemania          | German Singles Chart       | 95       |
| Finlandia         | Finnish Singles Chart      | 18       |
| Hungría           | Rádiós Top 40              | 12       |
| Hungría           | Dance Top 40               | 42       |
| Reino Unido       | UK Singles Chart           | 176      |
| Suiza             | Swiss Singles Chart        | 48       |

### Decenales
| País           | Lista (2000—09)          | Posición |
| -------------- | ------------------------ | -------- |
| Alemania       | German Singles Chart     | 29       |
| Australia      | Australian Singles Chart | 22       |
| Austria        | Austrian Singles Chart   | 50       |
| Estados Unidos | Billboard Hot 100        | 66       |
| Estados Unidos | Digital Songs            | 13       |
| Estados Unidos | Ringtones                | 22       |
| Reino Unido    | UK Singles Chart         | 60       |

### Certificaciones
| País           | Organismo certificador | Certificación         | Simbolización | Ref.    |
| -------------- | ---------------------- | --------------------- | ------------- | ------- |
| Alemania       | BVMI                   | Platino               | ▲             | [ 80 ]  |
| Australia      | ARIA                   | 3× Platino            | 3▲            | [ 102 ] |
| Austria        | IFPI                   | Platino               | ▲             | [ 77 ]  |
| Bélgica        | BEA                    | Oro                   | ●             | [ 76 ]  |
| Brasil         | ABPD                   | Platino               | ▲             | [ 183 ] |
| Canadá         | CRIA                   | 7× Platino (digital)  | 7▲            | [ 73 ]  |
| Canadá         | CRIA                   | 6× Platino (ringtone) | 6▲            | [ 73 ]  |
| Dinamarca      | IFPI                   | 2× Platino            | 2▲            | [ 79 ]  |
| Estados Unidos | RIAA                   | 6× Platino            | 6▲            | [ 67 ]  |
| España         | PROMUSICAE             | Platino               | ▲             | [ 86 ]  |
| Finlandia      | IFPI                   | Platino               | ▲             | [ 88 ]  |
| Francia        | SNEP                   | Oro                   | ●             | [ 90 ]  |
| Nueva Zelanda  | RIANZ                  | Platino               | ▲             | [ 104 ] |
| Reino Unido    | BPI                    | Platino               | ▲             | [ 85 ]  |
| Suecia         | GLF                    | Platino               | ▲             | [ 81 ]  |
| Suiza          | IFPI                   | Platino               | ▲             | [ 82 ]  |

## Premios y nominaciones
A continuación, una lista de algunos de las nominaciones y premios que obtuvo la canción en distintas ceremonias de premiación.
| Año  | Ceremonia de premiación          | Categoría                                  | Resultado | Ref.    |
| ---- | -------------------------------- | ------------------------------------------ | --------- | ------- |
| 2008 | MTV Europe Music Awards          | Canción más adictiva                       | Nominado  | [ 184 ] |
| 2008 | MTV Video Music Awards           | Mejor vídeo femenino                       | Nominado  | [ 185 ] |
| 2008 | MTV Video Music Awards           | Mejor artista nuevo                        | Nominado  | [ 185 ] |
| 2008 | MTV Video Music Awards           | Mejor dirección de arte                    | Nominado  | [ 185 ] |
| 2008 | MTV Video Music Awards           | Mejor edición                              | Nominado  | [ 185 ] |
| 2008 | MTV Video Music Awards           | Mejor cinematografía                       | Nominado  | [ 185 ] |
| 2008 | Premios MTV                      | Canción del año                            | Nominado  | [ 186 ] |
| 2009 | ASCAP Awards                     | Canción más interpretada                   | Ganador   | [ 187 ] |
| 2009 | International Dance Music Awards | Mejor pista alternative/rock               | Nominado  | [ 188 ] |
| 2009 | International Dance Music Awards | Mejor pista dance pop                      | Nominado  | [ 188 ] |
| 2009 | MTV Video Music Awards Japan     | Mejor artista nuevo                        | Nominado  | [ 189 ] |
| 2009 | MTV Video Music Awards Japan     | Mejor vídeo pop                            | Ganador   | [ 189 ] |
| 2009 | Nickelodeon Kids Choice Awards   | Canción favorita                           | Nominado  | [ 190 ] |
| 2009 | NRJ Music Awards                 | Canción internacional del año              | Nominado  | [ 20 ]  |
| 2009 | Premios People's Choice          | Canción pop favorita                       | Ganador   | [ 191 ] |
| 2009 | Premios Grammy                   | Mejor interpretación femenina vocal de pop | Nominado  | [ 17 ]  |
| 2009 | MuchMusic Video Awards           | Video Internacional Favorito               | Nominado  |         |

## Historial de lanzamientos
| País           | Fecha                    | Formato          | Ref.    |
| -------------- | ------------------------ | ---------------- | ------- |
| Alemania       | 29 de abril de 2008      | Descarga digital | [ 2 ]   |
| Australia      | 29 de abril de 2008      | Descarga digital | [ 2 ]   |
| Brasil         | 29 de abril de 2008      | Descarga digital | [ 2 ]   |
| Canadá         | 29 de abril de 2008      | Descarga digital | [ 2 ]   |
| Estados Unidos | 29 de abril de 2008      | Descarga digital | [ 2 ]   |
| Italia         | 29 de abril de 2008      | Descarga digital | [ 2 ]   |
| Nueva Zelanda  | 29 de abril de 2008      | Descarga digital | [ 2 ]   |
| Austria        | 14 de julio de 2008      | Descarga digital | [ 3 ]   |
| Bélgica        | 14 de julio de 2008      | Descarga digital | [ 3 ]   |
| Dinamarca      | 14 de julio de 2008      | Descarga digital | [ 3 ]   |
| España         | 14 de julio de 2008      | Descarga digital | [ 3 ]   |
| Francia        | 14 de julio de 2008      | Descarga digital | [ 3 ]   |
| Noruega        | 14 de julio de 2008      | Descarga digital | [ 3 ]   |
| Países Bajos   | 14 de julio de 2008      | Descarga digital | [ 3 ]   |
| Suecia         | 14 de julio de 2008      | Descarga digital | [ 3 ]   |
| Suiza          | 14 de julio de 2008      | Descarga digital | [ 3 ]   |
| Australia      | 19 de julio de 2008      | EP digital       | [ 126 ] |
| Nueva Zelanda  | 19 de julio de 2008      | EP digital       | [ 127 ] |
| Reino Unido    | 29 de julio de 2008      | Descarga digital | [ 3 ]   |
| Canadá         | 30 de septiembre de 2008 | EP digital       | [ 125 ] |
| Estados Unidos | 30 de septiembre de 2008 | EP digital       | [ 124 ] |

## Créditos
- Katy Perry: voz principal y coros
- Benny Blanco: sintetizadores y Caja de ritmos
- Cathy Dennis: coros.